# NGC 402
NGC 402 (ook wel GC 5155) is een ster in het sterrenbeeld Vissen. Het hemelobject werd op 7 oktober 1874 ontdekt door de Ierse astronoom Lawrence Parsons.